# Abbaye de Kilcooly
L’abbaye de Kilcooly ou de Kilcooley (en irlandais : Mainistir Cill Chúile) est une ancienne abbaye cistercienne située dans le village de Gortnahoe (en), dans le comté de Tipperary.
Fondée en 1182 ou 1184 par Domnall Mor O'Brien, elle reste assez modeste au cours de son histoire et ne fonde pas d'abbaye-fille. Les destructions du XVe siècle obligent les moines à rebâtir de nombreux bâtiments, en particulier l'église.
Frappée par la dissolution en 1540, l'abbaye est transformée en logements. Une tentative de restauration au bout d'un siècle est infructueuse.
C'est une des abbayes médiévales les mieux préservées d'Irlande, tous ordre confondus.

## Localisation et toponymie
Fait assez inhabituel, l'abbaye n'est pas située sur ni même à proximité d'un cours d'eau, mais dans une plaine. Le nom latin de l'abbaye, Arvus Campus soit « la plaine plate » ou « la plaine arable », témoigne de cette originalité,,.
Le nom, dérivé de l'irlandais, de Kilcooly, signifie quant à lui « église du coin ».

## Histoire

### Fondation
L'abbaye est fondée en 1182 ou 1184 par Domnall Mor O'Brien, qui pourrait avoir souhaité la confier aux moines de Derryvella (en). Finalement, l'abbé est confiée aux cisterciens de Jerpoint, et reçoit une double dédicace à la Vierge et à saint Benoît.
La charte de fondation mentionne une trentaine de lieux appartenant à la communauté ; parmi ceux-ci, seuls neufs ont pu être identifiés.

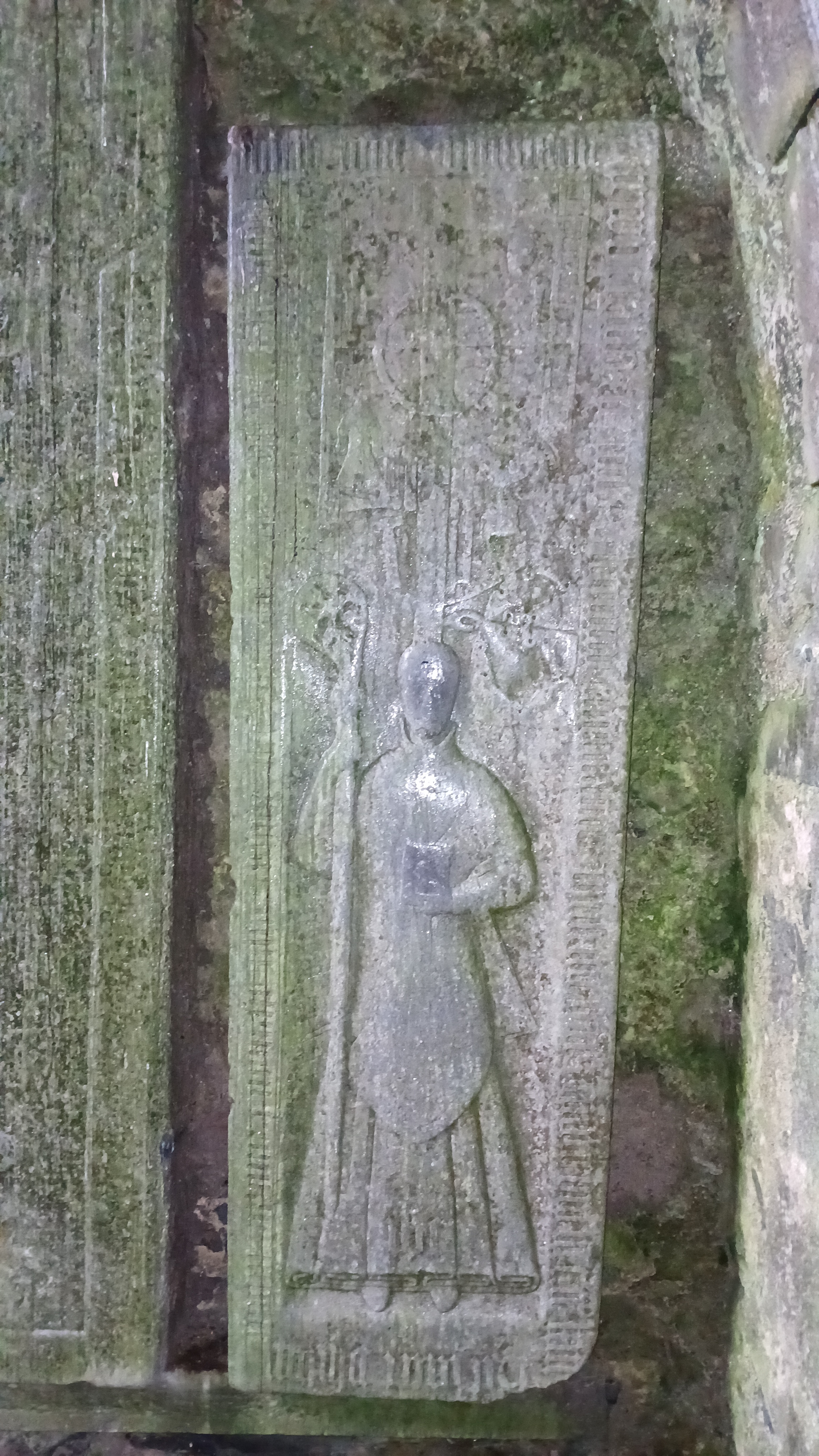
Tombe de Philip O'Molwanayn.

### Moyen Âge
En 1228, lors de sa tournée d'inspection des abbayes cisterciennes irlandaises afin de pacifier les esprits à la fin de la conspiration de Mellifont, Étienne de Lexington tombe dans une embuscade de brigands dans les bois entourant Kilcooly. Par la suite, dans le cadre du règlement du conflit, il dépose l'abbé du monastère et demande au prieur de se conformer aux directives du nouvel abbé de Jerpoint, d'origine anglaise.
En 1418, un incendie endommage l'abbaye ; trente ans plus tard, en 1445, c'est un assaut d'hommes en armes qui détruit l'abbaye, ce qui contraint l'abbé accompagné de deux moines à mendier la nourriture et les vêtements de la communauté en Angleterre. Par la suite, Kilcooly se remet de ses destructions ; une nouvelle tour-lanterne est construite vers 1500 à la croisée du transept ; l'aile nord de ce même transept est reconstruite. En revanche, l'église perd ses bas-côtés,.

### Liste des abbés connus
Philip O'Molwanayn, mort en 1463, dispose d'une tombe sculptée identifiée. C'est lui qui est probablement à l'origine de la reconstruction de l'abbaye. L'inscription se lit comme suit : « Ci-gît Philip O'Molwanayn, ancien abbé de cette maison, ainsi que ses parents, qui ont accompli de nombreuses bonnes œuvres tant spirituelles que temporelles ; sur leurs âmes, que Dieu ait pitié ».

### Dissolution
Au moment de l'inventaire de 1535, l'abbaye est très pauvre et son revenu annuel réel ne dépasse pas trente-deux livres, même s'il est estimé pouvoir être de quarante-six en temps de paix. En 1540, l'abbaye est fermée et les bâtiments sont attribués à James Butler (en), comte d'Ormonde, qui transforme une grande partie de ces derniers en habitations.

### Après l'abbaye
Une brève tentative de restauration de l'abbaye a lieu entre 1622 et 1650 ; John Stapleton semble y avoir effectué son noviciat, alors que Thomas O'Leamy est nommé abbé. Mais cette tentative est sans lendemain, du fait de la conquête cromwellienne de l'Irlande, qui chasse les moines. Ensuite, la transformation du monastère en habitations s'amplifie, avec le découpages de nouvelles parties du monastère en appartements en 1690 et à la fin du XVIIIe siècle. À la suite d'un incendie en 1840, les occupants finissent par s'établir dans l'abbatiale elle-même, où ils habitent encore au début du XXe siècle,.

## Architecture
kilcooly est une des abbayes médiévales les mieux préservées d'Irlande, tous ordre confondus.

### Abbatiale
L'église originelle n'est plus visibles que dans les fondations. Cependant, celle du XVe siècle a largement subsisté, même si seuls le transept et le chœur ont conservé leur couverture ; la nef a perdu sa voûte.
Les détails sculptés de l'abbatiale sont notamment intéressants. Ainsi, les arcs soutenant la tour-clocher de la croisée du transept s'appuient sur des corbeaux sculptés avec finesse. Le chœur est doté de deux Sedilia. Des statues de douze apôtres ainsi que de sujets plus profanes (une sirène et un dauphin) ornent l'église.
Le mur de la sacristie est orné d'une vie de saint Christophe, d'une Crucifixion ainsi que de sujets profanes.

L'abbatiale de Kilcooly
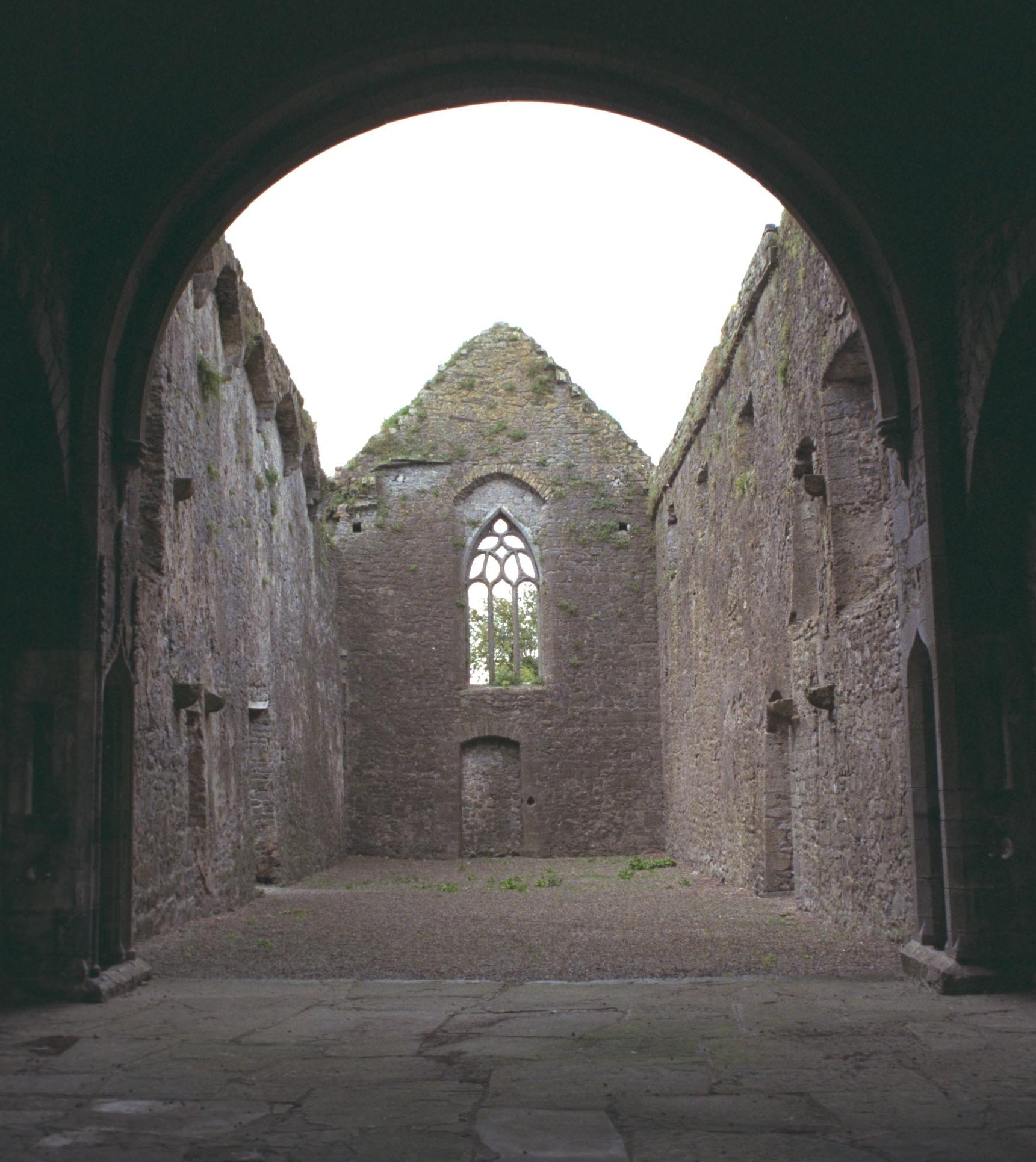
La nef de l'église de Kilcooly, vue depuis le chœur vers la façade.
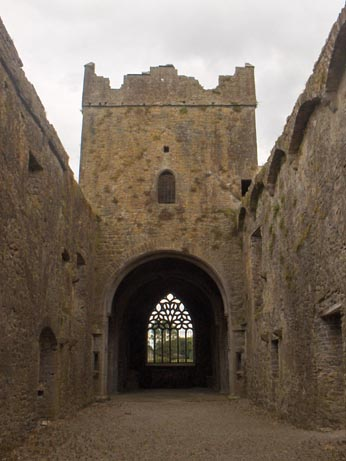
Le transept, le clocher et le chœur de l'église de Kilcooly, vus depuis la façade en direction du sanctuaire.
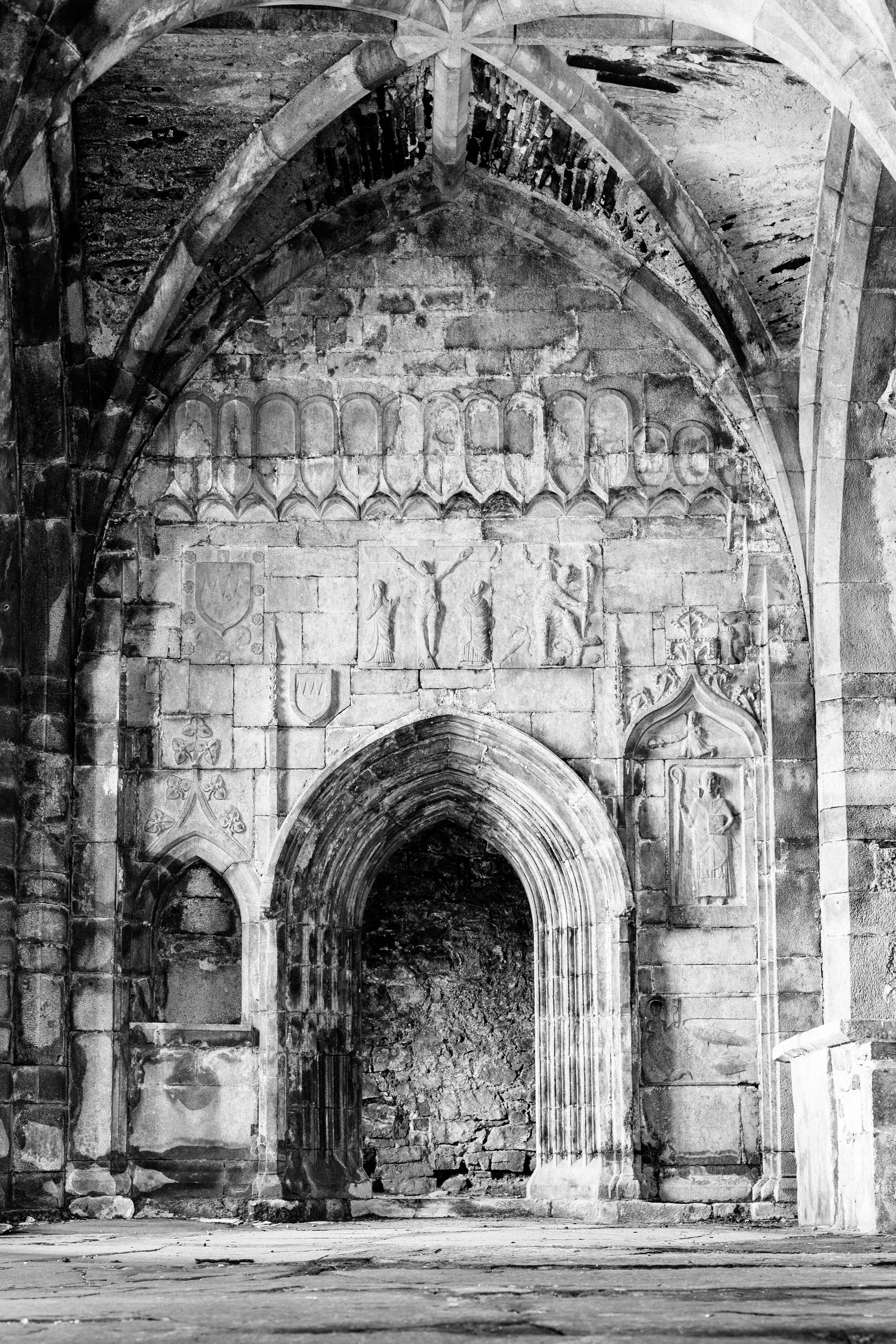
Le mur de la sacristie et ses sculptures.
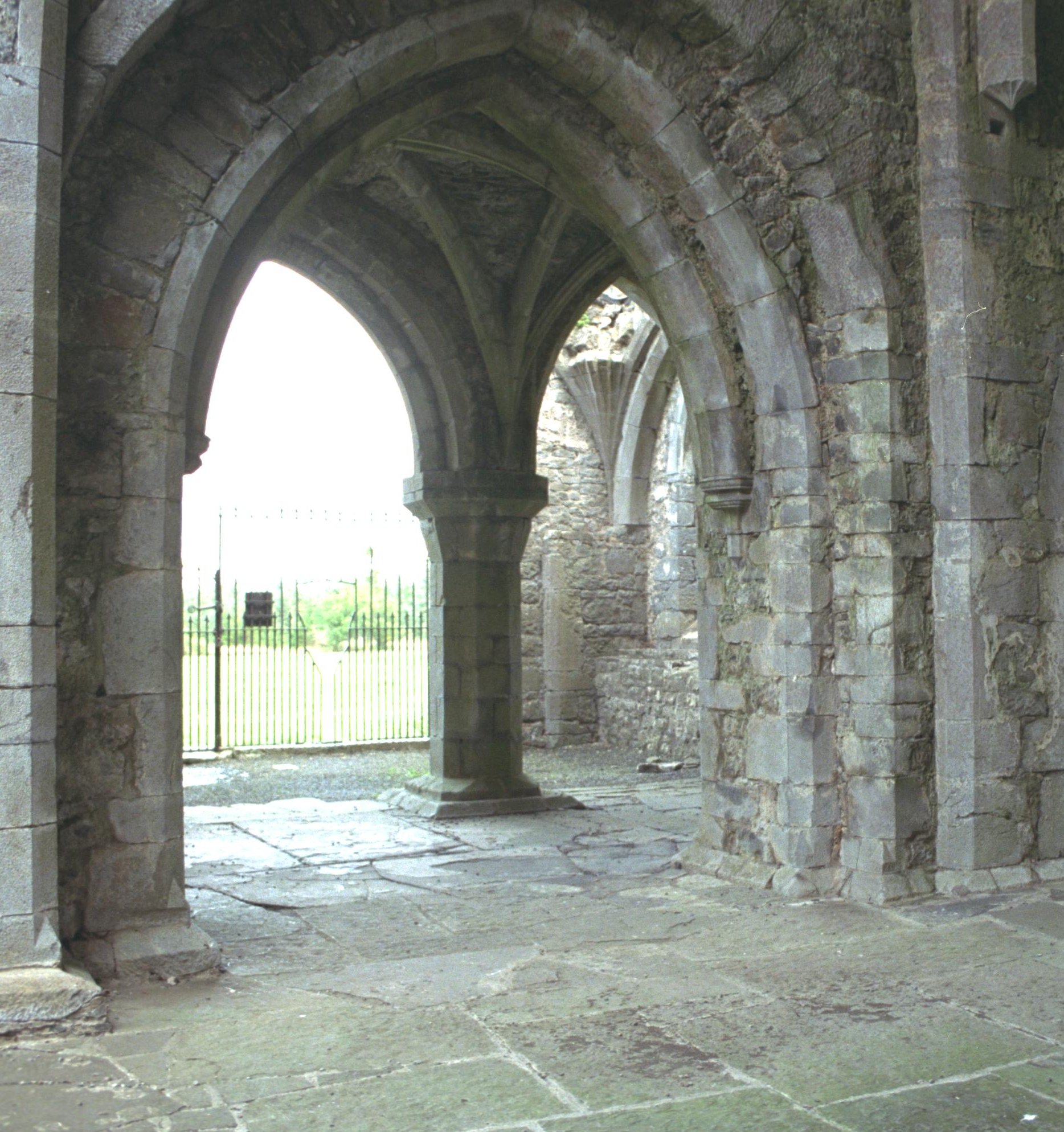
Le transept nord de l'abbatiale.
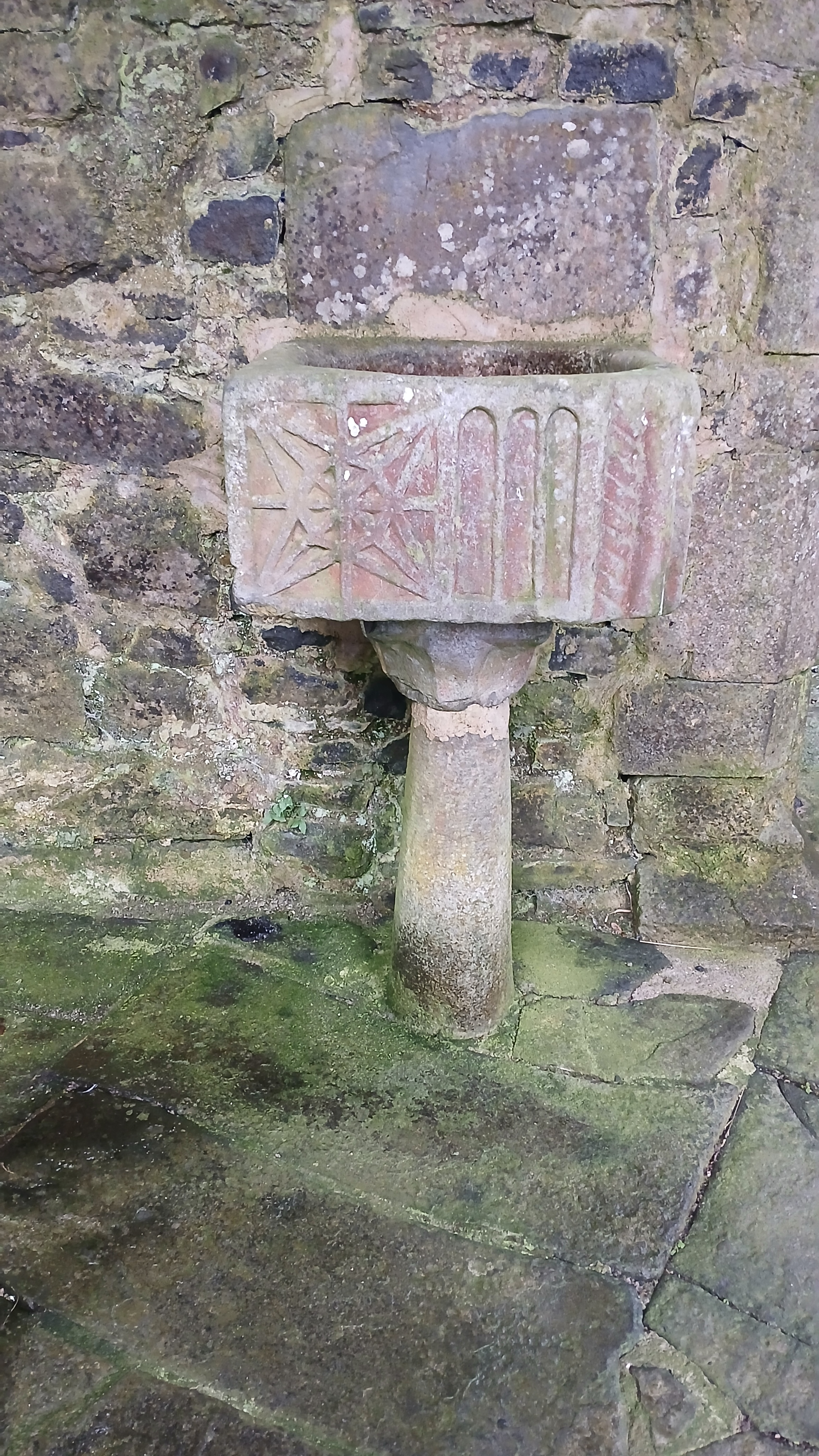
Les fonts baptismaux.
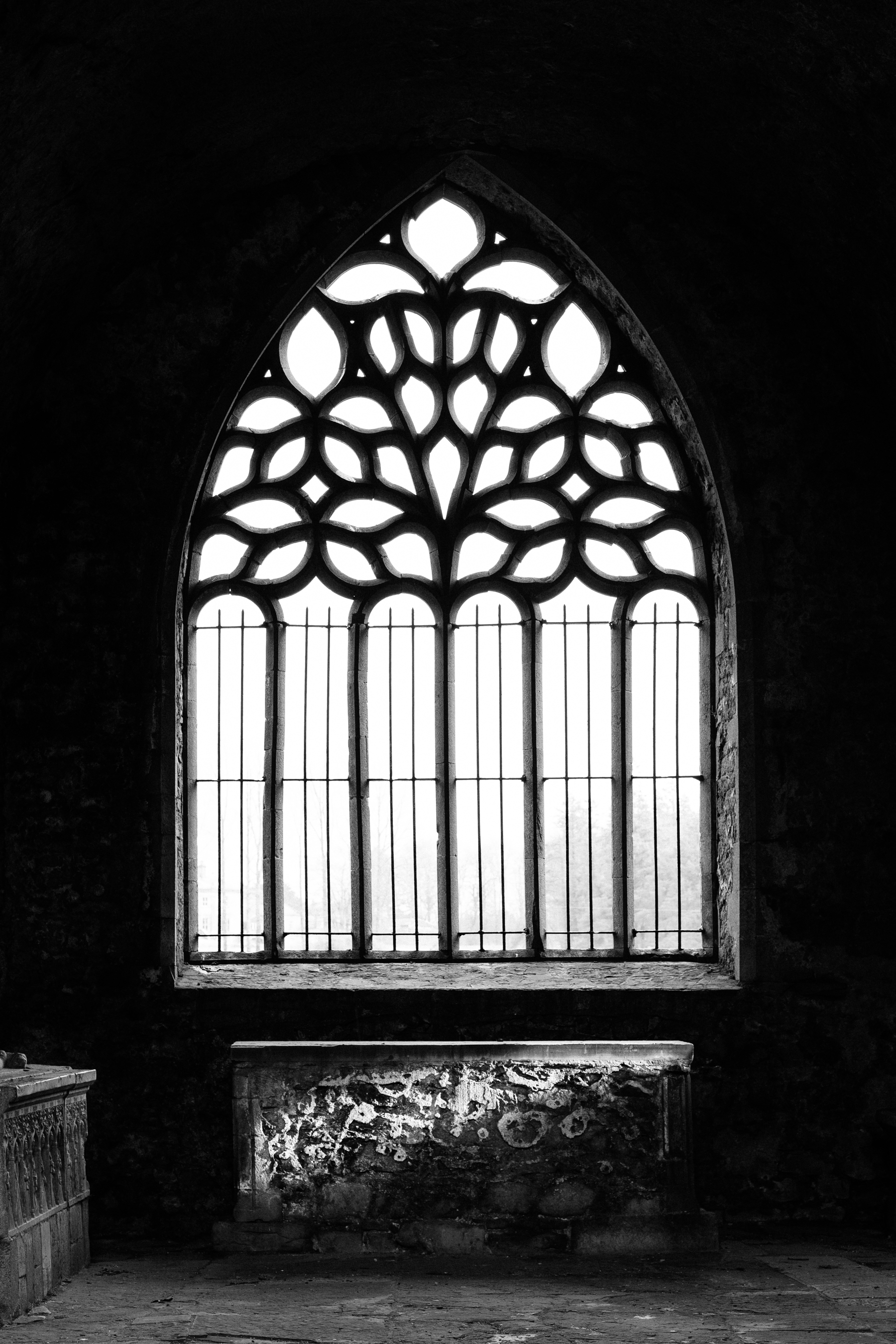
La verrière orientale qui éclaire le chœur de l'église.

### Autres bâtiments
Les autres bâtiments ont tellement été remaniés qu'ils ne consrvent plus la trace de l'époque monastique. Une église anglicane a été construite au nord-est, sur le site d'une chapelle préexistante, peut-être celle de la porterie.

Les bâtiments conventuels de Kilcooly
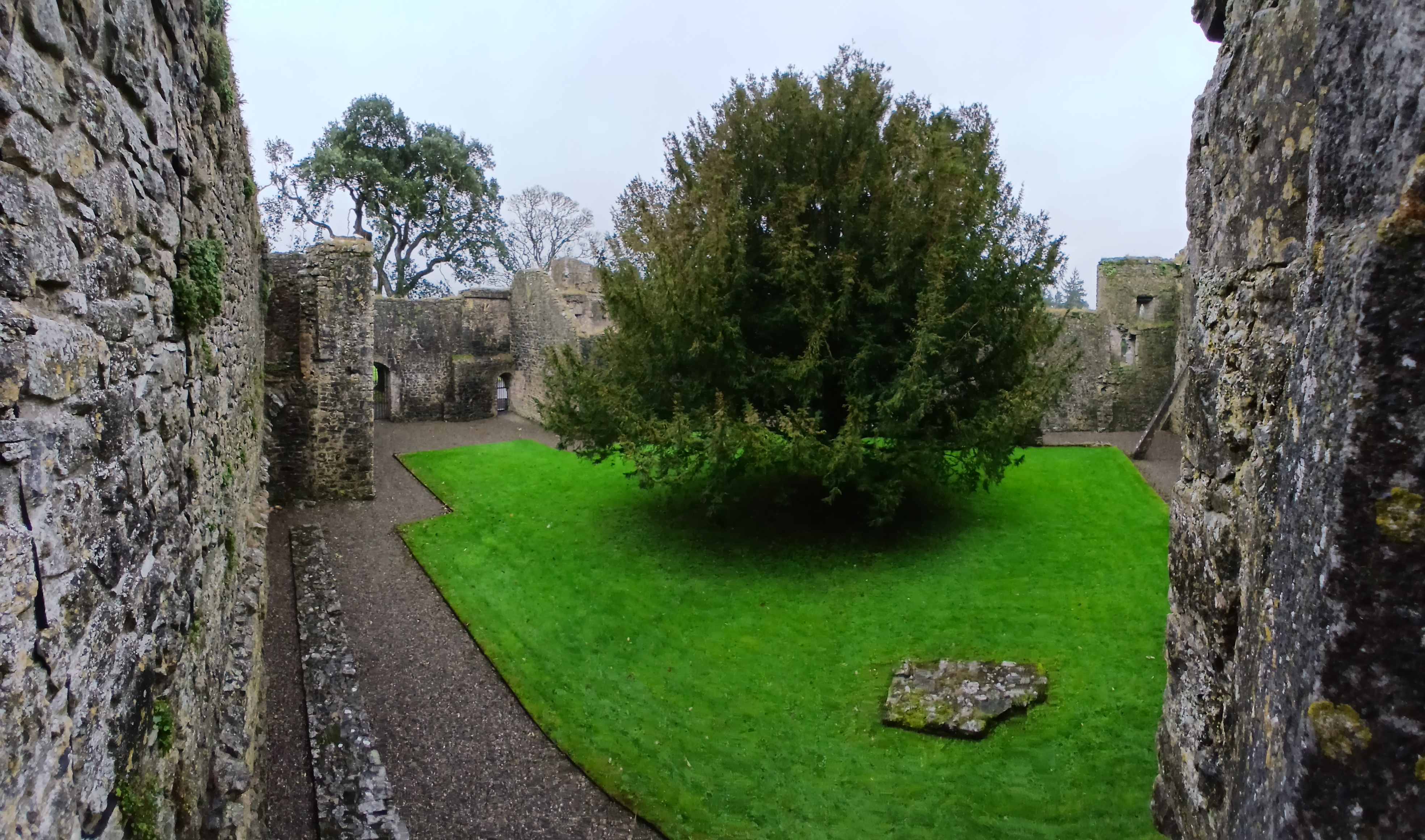
L'ancien cloître de l'abbaye.
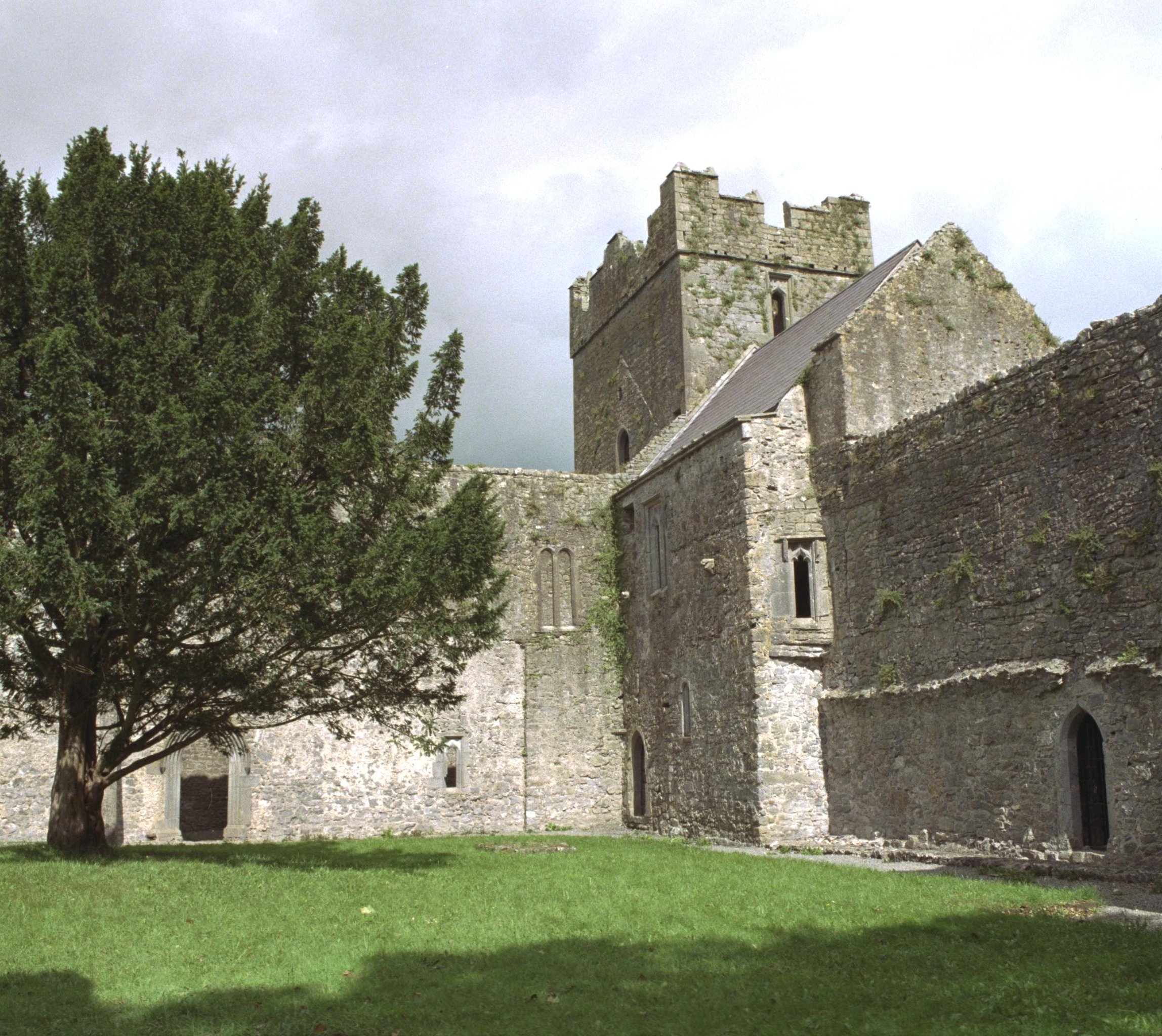
Partie nord-est du cloître, au centre la nef de l'église, à droite les dortoirs et la sacristie, au fond le clocher.